# Ekö, Hangö
Ekö är en ö som ligger i Finska viken, och strax utanför Lappvik tätort i Hangö stad i Finland. 
Ön är skogbevuxen och uppfylld av klippor. Ön omnämns i officiella dokument redan i mitten av 1400-talet. I slutet av 1800-talet grundades på ön en ångsåg. Sågverket startades av August Dahlberg . Virkestransporterna på ön skedde på en smalspårig järnväg. Virket skeppades sedan ut från Lappvik hamn. På ön fanns två skolor, en svenskspråkig och en finskspråkig. Sågens verksamhet upphörde 1934. 
På östra sidan av Ekö verkade på 1910-talet en rysk skeppsdocka . 
I dag finns det på Ekö ett otal sommarhushåll. Det är anledningen till att det numera inte längre finns på ön någon allmän besökshamn/gästhamn för båtfarare. 